# Dezső Buzogány
Dezső Buzogány (* 1957 in Szederjes (Neuflaigen) im Kreis Mureș) ist ein rumänischer Professor für Kirchengeschichte am protestantisch-theologischen Institut in Cluj-Napoca.

## Leben
Nachdem er das  Gymnasium Schäßburg absolviert hatte, widmete er sich 1981 dem theologischen Studium am protestantisch-theologischen Institut Klausenburg. Nach zehnjähriger Dienstzeit als Pfarrer der Gemeinden Nyárádselye und Ádámos lehrte er dort ab dem Herbst 1990 protestantische Kirchengeschichte und Latein.
Den Doktortitel erlangte Dezső Buzogány an der Budapester Fakultät der Theologie. Er wurde über das Thema Abendmahlslehre Melanchthons aufgrund seiner Briefe promoviert. In den Studienjahren 1992 bis 1993 unternahm er eine Reise im Rahmen eines Forschungsprojekts in die USA. Zwischen 1992 und 2000 war er Vorsitzender des Christlichen Jugendvereins IKE Siebenbürgen. Ab 2001 arbeitete Buzogány parallel zu seiner Lehrtätigkeit in Klausenburg als Dozent des pädagogischen Instituts der Babeș-Bolyai-Universität Cluj. Ab 2003 war er Professor und ab 2004 Mitglied mehrerer Ausschüsse im rumänischen Bildungsministerium. Im Jahr 2005 war er Gastprofessor in Seoul, im Sommer 2006 wurde er nach Oxford als Mitglied des Doktorenausschusses eingeladen. Buzogány hielt Vorträge an verschiedenen Universitäten in den USA, Südkorea, Niederlande, Ungarn, Deutschland, Schweden und der Schweiz.
Darüber hinaus ist Buzogány Gründer des neuentstandenen siebenbürgischen Museum-Vereins, Mitglied der Ungarischen Akademie der Wissenschaften, Vorsitzender des akademischen Ausschusses für Theologie und Kirchengeschichte Klausenburg, ehrenamtliches Mitglied der National Geographic Society, Redakteur und Neugründer der Zeitung Ifju Erdely, ab 1998 Redakteur des Christian Observer (Washington), ab 2000 Redakteur der siebenbürgischen Zeitung Református Szemle sowie Redaktionsmitglied mehrerer ungarischen Zeitschriften und Zeitungen. Innerhalb von zehn Jahren initiierte er drei Publikations-Reihen: Die Siebenbürgischen Kirchengeschichtlichen Hefte-EREF und die Siebenbürgischen Kirchengeschichtlichen Daten, EREA, Fontes Rerum Ecclesiasticum in Transylvania-FoRET.
Mehr als 50 Studien und Artikel sind in nationalen und internationalen Zeitschriften erschienen.
Buzogány war auch Leiter mehrerer nationaler und internationaler Forschungsprojekte und Gründer des Kirchengeschichtlichen Forschungsinstituts Pokoly Jozsef.

## Werke (Auswahl)
- Buzogány Dezső: Erdélyi Református Egyháztörténeti Füzetek („Bücher zur Geschichte der Siebenbürgischen reformierten Kirche“). Hrsg.: Lehrstuhl für Kirchengeschichte des Protestantisch-Theologisches Institutes. Klausenburg 2008.[1]
- Buzogány Dezső: Melanchthon on Holy Communion. Clover 2008.
- Buzogány Dezső: Melanchthon úrvacsoratana levelei alapján. Budapest 1999.
- Buzogány Dezső: Harc a tiszta evangéliumért. Kolozsvár 1999.
- Buzogány Dezső: Az Erdélyi IKE története 1930-ig. Kolozsvár 2000.